# Igor Smirnov (joueur d'échecs)
Pour les articles homonymes, voir Smirnov.
Pour l'homme politique russe, voir Igor Smirnov.
Igor Smirnov (en ukrainien :  Ігор Смирнов), né le 28 octobre 1987 à Sébastopol, est un joueur d'échecs, grand maître international ukrainien d'origine russe (en).

## Biographie
Igor Smirnov naît en 1987 à Sébastopol. Il débute les échecs à l'âge de huit ans[réf. nécessaire]. En 2001, à l'âge de 14 ans, il devient maître international. Il est premier au championnat ukrainien d'échecs junior de 2002. En 2004, il reçoit son certificat d'entraîneur d'échecs et devient officiellement entraîneur l'année suivante. Il devient grand maître international en 2008, à l'âge de 21 ans. Il remporte plusieurs tournois, dont l'Open de Tchéquie junior. En janvier 2009, il atteint son classement Elo le plus élevé, 2 505. Il joue à l'Open de Cappelle-la-Grande en mars 2009, et obtient une nulle contre Dmitry Kononenko (en). 
Plus tard dans l'année, il devient professeur d'échecs et fonde la Remote Chess Academy,. Il y donne de nombreux cours en ligne. Il est depuis inactif dans les tournois et se consacre majoritairement à l'enseignement.
En décembre 2022, sa chaîne Youtube consacrée aux échecs atteint les cent mille abonnés.

## Publications
- (en) The Grandmaster's Positional Understanding.
- (en) Calculate Till Mate: Middlegame Chess Technique.
- (en) Self-Taught Grandmaster: Chess Training Course.
- (en) An Endgame Expert: Endgame Chess Course.
- (en) Your Winning Plan: Middlegame Chess Course.
- (en) How To Beat Titled Players and Stronger Opponents: Middlegame Chess Course.
- (en) The Grandmaster's Secrets: Beginner Chess Course.
- (en) Grandmaster's Opening Laboratory 2: Advanced Chess Openings Course - Bonus Pack.
- (en) Grandmaster's Opening Laboratory 2: Advanced Chess Openings Course.
- (en) Grandmaster's Opening Laboratory: Chess Openings Course.